# جادر
جادُر (بالفارسية: چادر)؛ هو لباس إيراني تقليدي شبيه بالعباءة، تلبسه بعض النساء في إيران. ويقال أنه يعود إلى عصر الأخمينيين. يكون على شكل نصف دائرة ومفتوح من الأمام، وليس به فتحات للذراعين مثل العباءة العربية التي توضع على الرأس أو أزرار مثل العباءة العربية التي توضع على الكتف. يأتي على أنواع عدة، منه الأسود ومنه الأبیض والأصفر وغير ذلك.

## معرض صور

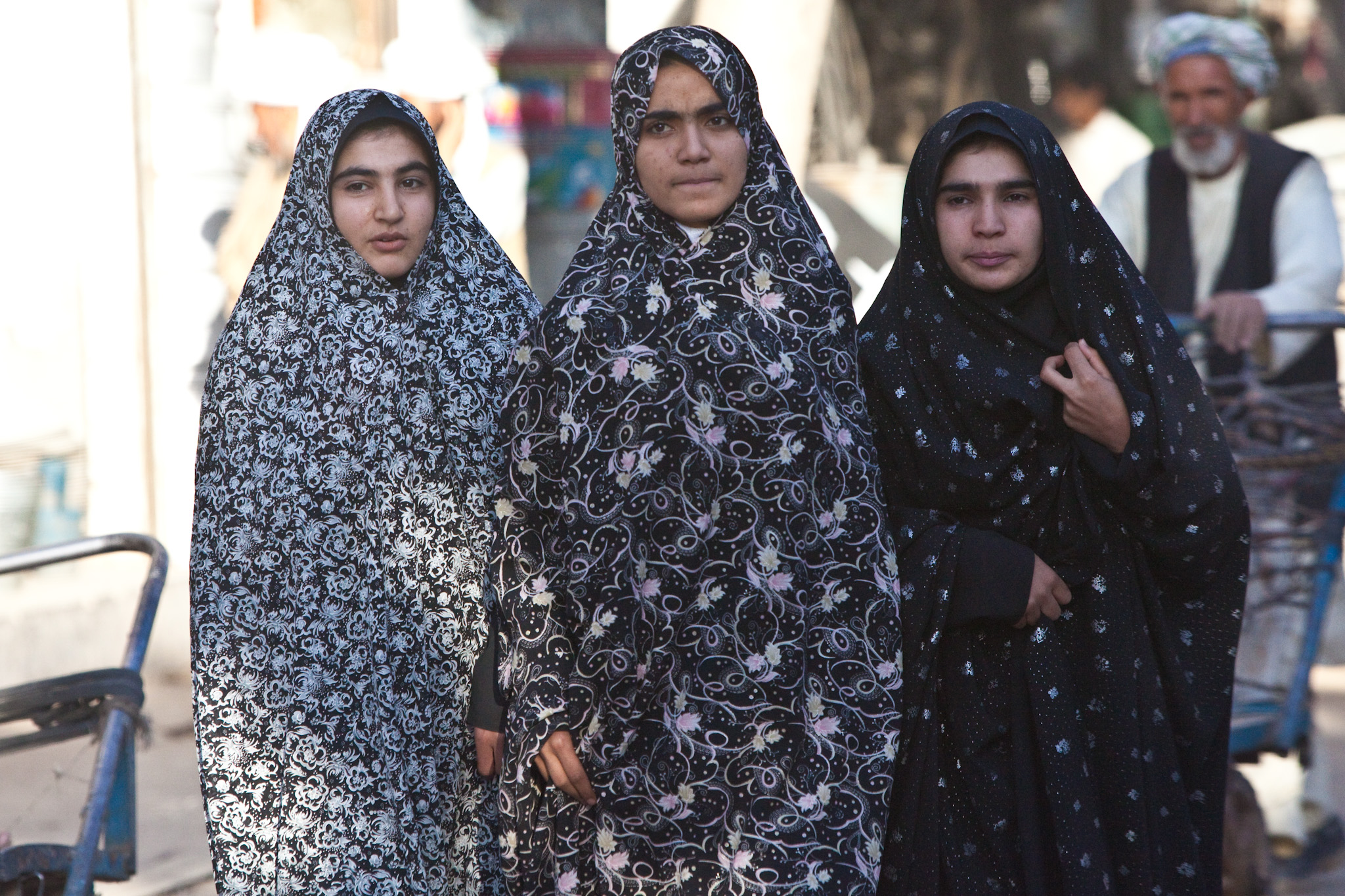
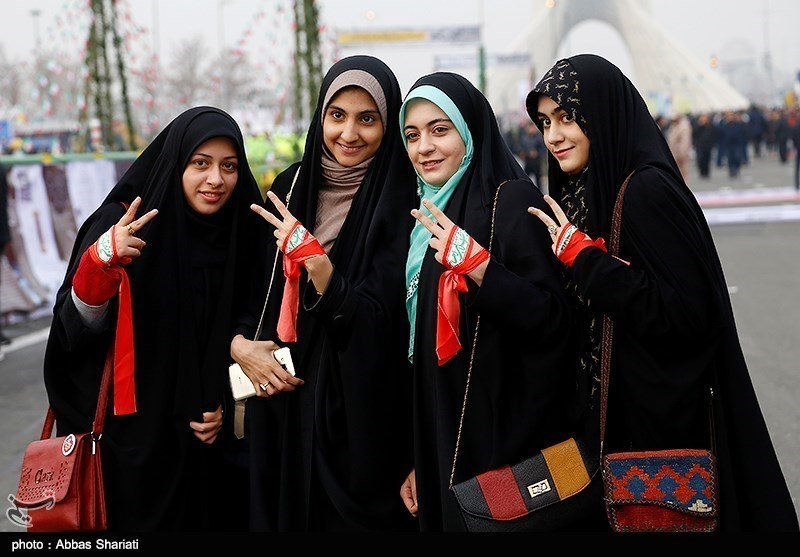
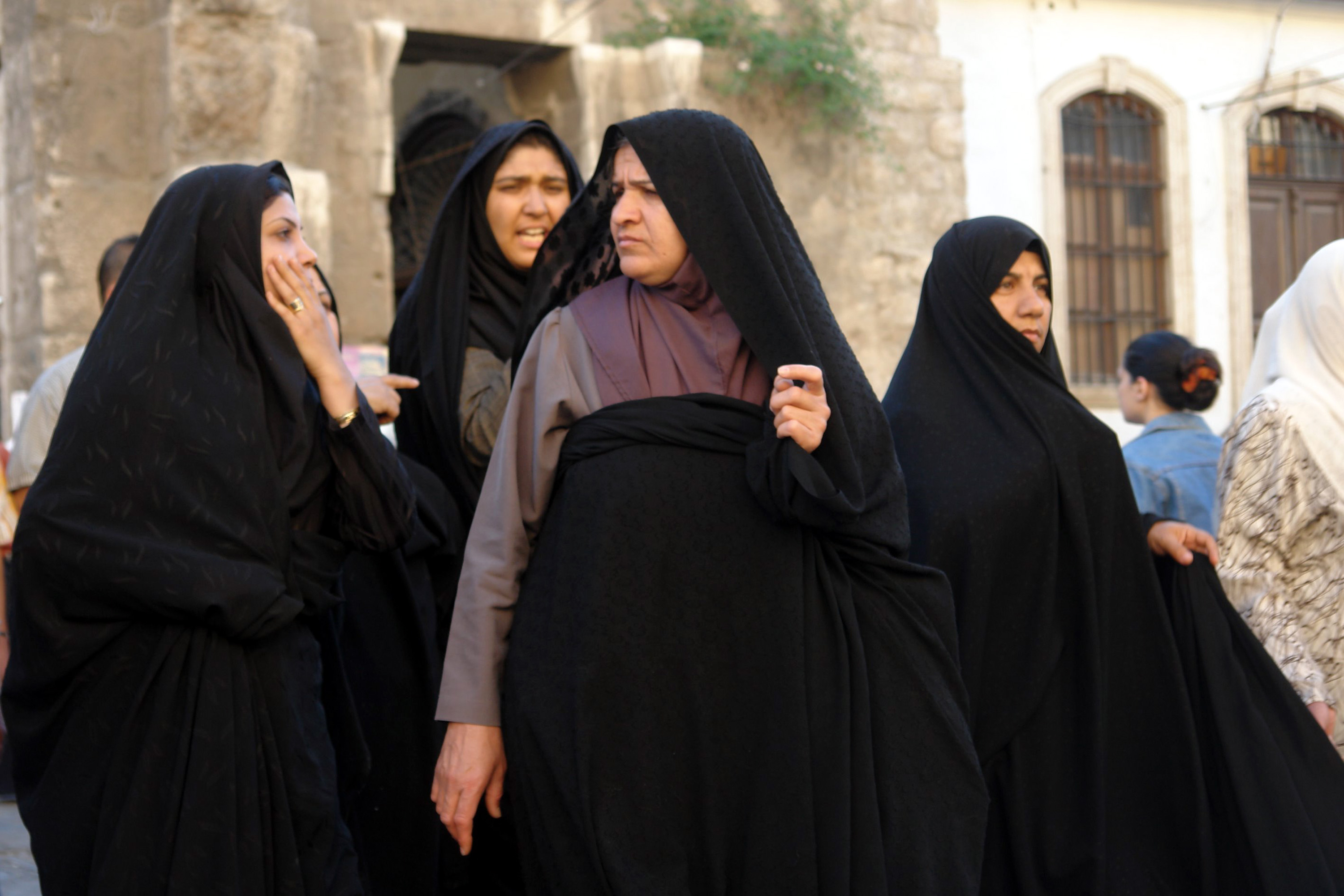
صور لنساء يرتدين الجادُر